# Bacaba-de-leque
Bacaba-de-leque ou ainda bacaba-de-azeite, bacaba-assú, palmeira do norte-sul entre outros, (Oenocarpus distichus Mart)  é uma palmeira comum no Sudeste da Amazónia, fonte do vinho de bacaba. A bacaba-do-leque distingue-se da bacaba pela notável aparência de suas folhas opostas.
No Brasil a bacaba é usada pelos indígenas desde antes do descobrimento, é importante notar que existem muitas espécies, no Pará existem a Oenocarpus bacaba e a bacaba-de-leque.

## Uso
Além do vinho de bacaba os frutos são fonte de óleo comestível, sendo considerada uma das mais oleaginosas. A polpa dos frutos dá 25% de óleo (10% do peso de fruto inteiro), as duas variedades a Oenocarpus distichus Mart. cujo oleo é de cor amarelo claro e aOenocarpus bacaba Mart., cujo oleo é de cor esverdeada.